# Episodi di Stargate Atlantis (seconda stagione)
| nº | Titolo originale     | Titolo italiano            | Prima TV USA      | Prima TV Italia   |
| -- | -------------------- | -------------------------- | ----------------- | ----------------- |
| 1  | The Siege (part 3)   | L'assedio (3)              | 15 luglio 2005    | 27 maggio 2006    |
| 2  | The Intruder         | L'intruso                  | 22 luglio 2005    | 3 giugno 2006     |
| 3  | Runner               | Runner                     | 29 luglio 2005    | 10 giugno 2006    |
| 4  | Duet                 | Un corpo per due           | 5 agosto 2005     | 17 giugno 2006    |
| 5  | Condemned            | Accordo di sangue          | 12 agosto 2005    | 24 giugno 2006    |
| 6  | Trinity              | Peccato di presunzione     | 19 agosto 2005    | 1º luglio 2006    |
| 7  | Instinct             | Istinto                    | 26 agosto 2005    | 8 luglio 2006     |
| 8  | Conversion           | Trasformazione             | 9 settembre 2005  | 15 luglio 2006    |
| 9  | Aurora               | Aurora                     | 23 settembre 2005 | 22 luglio 2006    |
| 10 | The Lost Boys (1)    | I ragazzi perduti (1)      | 23 settembre 2005 | 29 luglio 2006    |
| 11 | The Hive (2)         | L'attacco (2)              | 6 gennaio 2006    | 9 settembre 2006  |
| 12 | Epiphany             | Epifania                   | 13 gennaio 2006   | 16 settembre 2006 |
| 13 | Critical Mass        | La debolezza del male      | 20 gennaio 2006   | 23 settembre 2006 |
| 14 | Grace Under Pressure | In fondo all'oceano        | 27 gennaio 2006   | 30 settembre 2006 |
| 15 | The Tower            | La torre                   | 3 febbraio 2006   | 7 ottobre 2006    |
| 16 | The Long Goodbye     | Il lungo addio             | 10 febbraio 2006  | 21 ottobre 2006   |
| 17 | Coup D'Etat          | Colpo di stato             | 17 febbraio 2006  | 28 ottobre 2006   |
| 18 | Michael              | Ospite ad Atlantide        | 24 febbraio 2006  | 14 ottobre 2006   |
| 19 | Inferno              | Inferno                    | 3 marzo 2006      | 4 novembre 2006   |
| 20 | Allies (1)           | Un'alleanza pericolosa (1) | 10 marzo 2006     | 11 novembre 2006  |

## L'assedio (3)
- Titolo originale: The Siege - part 3
- Diretto da: Martin Wood
- Scritto da: Martin Gero

### Trama
L'episodio ricomincia col Mag. Sheppard sul Jumper intento a portare la testata Genii in una delle 2 astronavi alveare rimaste. La nave esplode ma Sheppard riesce a salvarsi grazie all'arrivo della tanto attesa Daedalus che lo teletrasporta a bordo (essendo dotata di tecnologia Asgard possiede un ottimo sistema di teletrasporto) e invia nel contempo su Atlantide il modulo ZPM per poi ingaggiare la nave Wraith. I missili si rivelano inefficaci così Sheppard propone di teletrasportare la testata direttamente nella nave nemica rimasta che viene distrutta. I Wraith però puntano i Dardi sulla città ad altissima velocità per schiantarcisi su. Fortunatamente lo scudo viene riattivato in tempo da evitare il disastro e le rimanenti navi aliene battono in ritirata. La tregua non dura, infatti poco dopo vengono individuate ben 12 navi alveare con relativa scorta in avvicinamento. Nel frattempo il tenente Ford, dopo essere stato infettato da un Wraith, viene ritrovato in condizioni disperate al largo della città, attaccato a esso. Il dottor Beckett pensa di poterlo salvare, ma il rimedio potrebbe essere peggiore del male. La Daedalus tende un'imboscata alle navi nemiche distruggendone 2 prima di essere costretta a ritornare a Atlantide, danneggiata e non più in grado di teletrasportare le testate. Viene così proposto di occultare la città con un generatore stealth connesso allo scudo mascherando i sensori nemici con un'esplosione nucleare (non è pensabile resistere a lungo al fuoco delle navi, lo ZPM si esaurirebbe in pochi giorni) in modo da indurre i Wraith a anadrsene. Sheppard va in cerca del Ten. Ford che è diventato dipendente dall'enzima iniettato dai Wraith prima di uccidere le vittime e aggredisce alcuni uomini. Sheppard lo stordisce con il fucile Wraith ma Ford non cade, ruba un jumper e varca lo Stargate proprio mentre la città è occultata, per fortuna senza farsi rilevare dai Wraith che lasciano l'orbita convinti dell'autodistruzione di Atlantide.

## L'intruso
- Titolo originale: The Intruder
- Diretto da: Peter DeLuise
- Scritto da: Paul Mullie e Joseph Mallozzi

### Trama
A bordo dell'astronave Daedalus uno scienziato muore in circostanze apparentemente casuali per una scarica elettrica dovuta ad un sovraccarico. McKay e Sheppard non sono convinti delle cause del decesso e cominciano ad investigare. Una serie di avarie e la morte di un secondo scienziato conferma che a bordo della nave c'è un sabotatore. Ma la realtà è molto peggiore dei loro timori. Nello scontro subito dall'astronave tempo prima con una nave alveare, quest'ultima aveva impiantato nella Deadalus un programma senziente il cui unico scopo è prendere possesso della nave e portarla dai Wraith più vicini. E uccidere chiunque tenti di fermarlo.

## Runner
- Titolo originale: Runner
- Diretto da: Martin Wood
- Scritto da: Robert C. Cooper

### Trama
Sulle tracce del tenente Ford la squadra d'esplorazione capitanata da Sheppard e di cui fa parte un riluttante McKay viene attaccata da un misterioso individuo e si separa. Sheppard e Teyla vengono catturati da Ronon Dex, nativo del pianeta Sateda i cui abitanti vengono usati dai Wraith come selvaggina per una mortale caccia alla volpe, mentre proprio McKay finirà con l'incontrare il tenente Ford.

## Un corpo per due
- Titolo originale: Duet
- Diretto da: Martin Wood
- Scritto da: Martin Gero

### Trama
Durante una spedizione il dott. McKay ed il tenente Laura Cadman vengono catturati da un Dardo dei Wraith. L'apparecchio viene abbattuto e trasportato su Atlantide per cercare di salvare i due, prigionieri in una sorta di teletrasporto, ma l'energia residua del caccia sembra sufficiente a rimaterializzare solo uno dei due. Dovendo scegliere alla cieca su un pannello Wraith che mostra solo due luci lampeggianti a simboleggiare gli umani catturati, ne scelgono uno e fanno riapparire Mckay. Ma il dottore non è solo. Visti i danni subiti dal Dart, è stato rimaterializzato il corpo di Mckay, ma all'interno della sua mente si trova anche la coscienza del tenente Cadman.

## Accordo di sangue
- Titolo originale: Condemned
- Diretto da: Peter Deluise
- Scritto da: Sean Carley

### Trama
La squadra di ricognizione, in cerca di nuovi alleati, visita un pianeta tecnologicamente molto progredito curiosamente indenne dagli attacchi dei Wraith, in cui i condannati per qualunque reato vengono esiliati proprio sull'isola dove si trova lo stargate. Insospettiti dall'atteggiamento poco chiaro del governo planetario Sheppard e compagni decidono di rientrare alla base ma il Puddle Jumper su cui viaggiano viene abbattuto dai condannati dell'isola.

## Peccato di presunzione
- Titolo originale: Trinity
- Diretto da: Martin Wood
- Scritto da: Damian Kindler

### Trama
La squadra di ricognizione trova un pianeta attorno al quale ruotano numerosi relitti di Navi-alveare Wraith. Scendendo sul pianeta, che sembra essere stato completamente devastato, viene rinvenuto intatto un unico edificio, chiaramente realizzato dagli Antichi, che ospita un'arma molto potente alimentata da una nuova forma di energia che sfutta il medesimo meccanismo degli ZPM (considerati "pile alcaline" in confronto a essa) ma a livello dell'intero universo. Si scopre che il progetto era stato chiamato Arcturus e non fu mai completato. Nonostante le perplessità della dottoressa Weir, McKay è certo di poter riattivare l'arma. La sua presunzione gli costerà cara, scoprendo anche perché il progetto rimase incompleto e il pianeta desolato.

## Istinto
- Titolo originale: Instinct
- Diretto da: Andy Mikita
- Scritto da: Treena Hancock e Melissa R. Byer

### Trama
In visita su un piccolo pianeta la squadra di ricognizione capitanata dal colonnello Sheppard viene a sapere che gli abitanti del luogo sono perseguitati da un mostro che uccide periodicamente coloro che si avventurano fuori dai villaggi. La vista di uno dei cadaveri del mostro non lascia dubbi: è l'opera di un Wraith. Ma la caccia al mostro porterà la spedizione a fare una scoperta sconvolgente.

## Trasformazione
- Titolo originale: Conversion
- Diretto da: Brad Turner
- Scritto da: Martin Gero e Robert C. Cooper

### Trama
A seguito delle ferite riportate nel combattimento con la Wraith mutante dell'episodio precedente, il colonnello Sheppard si infetta col retrovirus assunto dalla Wraith cominciando a risentire egli stesso degli effetti della mutazione e rischiando di diventare un mostro. Nel tentativo di salvarlo da una fine orribile la dottoressa Weir autorizza una pericolosa missione.

## Aurora
- Titolo originale: Aurora
- Diretto da: Martin Wood
- Scritto da: Brad Wright e Carl Binder

### Trama
Sui sensori a lungo raggio della città di Atlantide appare un segnale degli Antichi. È la nave Aurora, di ritorno dalla sua missione ai confini della Galassia di Pegaso per scoprire il punto debole dei Wraith. La squadra di ricognizione del colonnello Sheppard decide di andare incontro alla nave e trova l'intero equipaggio in stasi con le menti collegate all'elaboratore della nave. Sheppard decide di collegarsi a sua volta all'elaboratore e scopre che gli occupanti della nave sono convinti di essere ancora nel mondo reale.

## I ragazzi perduti (1ª parte)
- Titolo originale: The Lost Boys
- Diretto da: Brad Turner
- Scritto da: Martin Gero

### Trama
Con la speranza di rintracciare il tenente Ford la squadra di ricognizione condotta dal colonnello Sheppard cade in un'imboscata tesa dallo stesso Ford, a capo di un gruppo di persone che è riuscito a convincere ad unirsi a lui e ad utilizzare l'enzima estratto dai Wraith come potenziatore di forze. Per convincerli a collaborare con lui, Ford infetta tutta la squadra con l'enzima ad eccezione di Sheppard. A lui Ford illustra il suo piano: infiltrarsi in una Nave-alveare Wraith.

## L'attacco (2ª parte)
- Titolo originale: The Hive
- Diretto da: Martin Wood
- Scritto da: Carl Binder

### Trama
Dopo il fallito attacco alla Nave-alveare Sheppard, Teyla, Ronon e gli uomini di Ford vengono tenuti prigionieri dai Wraith per essere interrogati. Il gruppo riesce ad evadere dalla prigione, ma durante la fuga la squadra di Sheppard trova altri umani imprigionati e tenta di liberarli. Così facendo fa scattare l'allarme ed il gruppo viene catturato nuovamente. Nel frattempo durante la prigionia gli effetti dell'astinenza da enzima cominciano a fasi sentire sugli elementi del gruppo.

## Epifania
- Titolo originale: Epiphany
- Diretto da: Neil Fearnley
- Scritto da: Brad Wright e Joe Flanigan

### Trama
Durante l'esplorazione di un pianeta la squadra del colonnello Sheppard trova un cratere dal quale viene emessa energia. Per soddisfare la curiosità di McKay la squadra fa atterrare il Puddle Jumper vicino a quella che sembra un'entrata protetta da un campo di forza apparentemente innocuo al passaggio di oggetti inanimati. Ma non appena Sheppard si avvicina al campo viene inesorabilmente risucchiato dall'altra parte, dove il tempo scorre duecentocinquanta volte più velocemente che all'esterno del cratere.
Curiosità:
- McKay chiama Ronon "Conan", ma l'attore Jason Momoa ha impersonato il protagonista del film Conan the Barbarian solamente anni dopo, nel 2011

## La debolezza del male
- Titolo originale: Critical Mass
- Diretto da: Andy Mikita
- Scritto da: Brad Wright e Carl Binder

### Trama
La spedizione viene a sapere dall'astronave Daedalus di ritorno dalla Terra che su Atlantide è stato piazzato un ordigno Goa'uld da parte di un agente del Trust e che l'attivazione dello stargate potrebbe causarne l'esplosione. Il portale viene disattivato e l'unità ZPM viene spenta, ma l'approssimarsi di 2 incrociatori Wraith pongono gli abitanti della città di fronte al problema di dover riattivare il sistema stealth il che vuol dire ricollegare lo ZPM potenzialmente riattivando la bomba. Nel frattempo i sospetti si addensano sulle persone della spedizione arrivate da poco, in particolare sul Dr. Cavanaugh con il quale i membri della spedizione si sono spesso trovati in disaccordo. Si verrà poi a scoprire che non c'è alcuna bomba ma l'agente ha copiato un programma della città che gestisce i sovraccarichi energetici e l'ha fatto modificare dal Trust in modo da non far scattare le misure anti-sovraccarico oltre ad attivare lo stardrive della città, portando al sovraccarico e all'esplosione dello ZPM nel giro di 30'. Tentando di craccare il codice per riattivare le misure di sicurezza il Ten. Cadman trova nei registri della Daedalus 2 cancellazioni operate dal Col. Caldwell (il comandante della nave) oltre a un accesso alla rete di Atlantide effettuato col suo ID. L'agente è effettivamente lui e Sheppard riesce a ottenere il codice salvando la città (dopo ripetute scariche con un Taser). In seguito Hermiod pensa di poter estrarre il Goa'uld dal Colonnello tramite il teletrasporto Asgard .

## In fondo all'oceano
- Titolo originale: Grace Under Pressure
- Diretto da: Martin Wood
- Scritto da: Martin Gero

### Trama
A causa di un'avaria durante un test di volo sull'oceano, il Puddle Jumper su cui si trova McKay precipita inabissandosi. Ad Atlantide il colonnello Sheppard e Zelenka approntano un piano disperato per salvare il compagno in difficoltà. Nel frattempo, non fidando nell'arrivo dei soccorsi, McKay si troverà a dover fare i conti con una proiezione molto particolare del suo subconscio.

## La torre
- Titolo originale: The Tower
- Diretto da: Andy Mikita
- Scritto da: Joseph Mallozzi e Paul Mullie

### Trama
La squadra di esplorazione condotta dal colonnello Sheppard approda su un mondo in cui la minaccia dei Wraith sembra essere tenuta lontana da un Protettore, il quale ha il potere di evocare dardi di luce a difesa degli abitanti. Ma la popolazione è mantenuta sotto uno spietato regime feudale dalla corte del Protettore in cambio della sua opera. In realtà ciò che permette al Protettore ed alla sua stirpe di controllare le difese del pianeta è il gene degli Antichi, gene che si sta degradando lungo la linea ereditaria.

## Il lungo addio
- Titolo originale: The Long Goodbye
- Diretto da: Andy Mikita
- Scritto da: Damian Kindler

### Trama
Durante una ricognizione vicino ad un pianeta, il Puddle Jumper trova due capsule criogeniche alla deriva nello spazio. Le capsule contengono un uomo ed una donna in punto di morte a causa dell'età molto avanzata. Avvicinandosi ad una di esse la dottoressa Weir viene irradiata da un fascio che trasferisce in lei la coscienza della donna in stasi. Risvegliatasi la donna afferma di essere Phoebus e che nella seconda capsula è ibernato suo marito e chiede di poterlo incontrare un'ultima volta. Il colonnello Sheppard accetta di ospitare la coscienza dell'uomo, ma al risveglio di quest'ultimo gli altri membri della spedizione scoprono che la realtà è ben diversa. Infatti le due coscienze appartengono a due soldati di diversi eserciti che si sono affrontati migliaia di anni fa fino a distruggere totalmente i loro mondi. Essi rappresentano tutto ciò che rimane delle loro distinte civiltà ma ormai il loro unico scopo è colpire a morte l'avversario e aspettare che la sua vita si spenga del tutto. Anche se questo vuol dire usare, fino a distruggere, i corpi di cui si sono impossessati.

## Colpo di Stato
- Titolo originale: Coup D'Etat
- Diretto da: Martin Wood
- Scritto da: Martin Gero

### Trama
Atlantide viene contattata da Ladon Radim, capo degli scienziati e dissidente dei Genii che intende scambiare un'unità ZPM con armi e rifornimenti per rovesciare l'attuale governo del proprio pianeta. Nel frattempo, investigando sulla scomparsa di una squadra di ricognizione, Teyla e Ronon scoprono che qualcuno ha messo una taglia per la cattura di alcuni membri della spedizione e a quanto pare solo quelli che possiedono il gene ATA. Intanto Sheppard e McKay vanno sul pianeta dei Genii a informare Cowen del golpe di Radim e promettono di aiutarlo a fermarlo. Nel frattempo Radim manda alcuni suoi uomini, malati per l'esposizione alle radiazioni delle armi nucleari (compresa sua sorella) a prendere i rifornimenti ma vengono trattenuti, mentre Sheppard e altri uomini fanno irruzione nella base di Radim. Purtroppo si rivela una trappola del quale lo stesso Cowen era a conoscenza per attirare la squadra lì in modo da poterla barattare con i Jumper di Atlantide e le taglie sui membri col gene servivano a catturarli per poter avere dei campioni e creare l'ATA artificialmente (lo ZPM tra l'altro era scarico). Ovviamente Atlantide non accetta proponendo invece di curare i Genii dall'avvelenamento e rispedirli ma Cowen non ci sta e dà ordine di eliminare Sheppard ma Radim li libera tutti in cambio dell'impegno a curare sua sorella e gli altri malati. Infatti ha con sé una bomba nucleare, l'intento era attirare Cowen e le sue guardie e farli saltare (compresa la squadra di Atlantide, all'inizio). Il colpo di stato riesce e sua sorella inizia il processo di cura.

## Ospite ad Atlantide
- Titolo originale: Michael
- Diretto da: Martin Wood
- Scritto da: Carl Binder

### Trama
Il tenente Michael Kenmore si risveglia nell'infermeria di Atlantide affetto da una profonda amnesia. Gli viene detto che è stato salvato dopo essere stato catturato dai Wraith durante una missione su una loro nave. Nonostante i suoi sforzi non riesce a ricordare nulla del suo passato ma sospetta che gli altri membri della spedizione gli stiano nascondendo qualcosa, inoltre non comprende l'aperta ostilità mostrata da Ronon nei suoi confronti.

## Inferno
- Titolo originale: Inferno
- Diretto da: Peter Deluise
- Scritto da: Carl Binder

### Trama
La squadra di ricognizione capitanata dal colonnello Sheppard viene inviata sul pianeta Taranis che ha chiesto aiuto all'insediamento di Atlantide per riparare un generatore di scudo degli Antichi. Arrivati sul posto McKay scopre che lo scudo è alimentato da un gigantesco vulcano sotterraneo nella cui caldera è stata costruita l'installazione degli Antichi. Il Cancelliere del pianeta fa visitare la struttura alla squadra di Sheppard e scoprono che questi hanno una nave classe Aurora, danneggiata per la guerra contro i Wraith. McKay intanto scopre che lo scudo è rimasto acceso al massimo della potenza e per un anno di fila assorbendo molta energia dal vulcano. Proprio a causa del suo intenso sfruttamento, questo sta per eruttare e distruggere l'insediamento. La gente del pianeta inizialmente sottovaluta l'emergenza pensando che sia solo un trucco per farli andar via così da prendersi la loro nave ma con l'aumentare dell'intensità delle scosse e l'apertura di altri crateri viene avviata l'evacuazione. Solo il primo gruppo riesce a essere evacuato in quanto lo Stargate viene sommerso dalla lava poco dopo. Perso il contatto con la squadra la Daedalus viene dirottata verso il pianeta mentre McKay si mette all'opera per riparare la nave nell'hangar scoprendo anche che si chiama Hippaforalkus, (dal nome di un generale degli antichi) e ribattezzata Orione da Sheppard. Sfortunatamente la Daedalus non è abbastanza grande da evacuare l'intero insediamento con un solo viaggio, ne servono almeno 4. Intanto su Atlantide Zelenka individua una nave-alveare Wraith a 3 settimane dalla città. Su Taranis la situazione peggiora quando l'aria inizia a essere satura di anidride solforosa e quando la lava blocca le porte dell'hangar della Orione, ma McKay intende sfruttare l'eruzione, gli scudi e l'hyperdrive dalla nave per entrare in orbita e ci riesce. Il Cancelliere infine lascerà la nave ad Atlantide come ringraziamento per averli salvati e per avergli trovato un nuovo pianeta.

## Un'alleanza pericolosa (1)
- Titolo originale: Allies
- Diretto da: Andy Mikita
- Scritto da: Martin Gero

### Trama
Sugli scanner a lungo raggio di Atlantide è comparsa una Nave-alveare Wraith in rapido avvicinamento. La spedizione si prepara al combattimento supportata dalle astrovavi Daedalus e Orione, ma dalla nave Wraith arriva una richiesta di tregua. Portavoce dei Wraith è una vecchia conoscenza della spedizione: Michael. I Wraith, divisi e dilaniati da lotte intestine per procacciare il sostentamento, propongono un'alleanza con gli abitanti di Atlantide e la proposta è molto semplice: aiutare una delle fazioni ad eliminare la concorrenza. Per far ciò Michael necessita del retrovirus che Beckett usò su di lui per farlo tornare umano. In cambio Michael è disposto a mandargli una copia del programma di disturbo che impedisce alle navi umane di mandare testate nucleari sulle navi Wraith così da poterlo craccare, minacciando però di avvertire tutti i Wraith della galassia dell'ubicazione di Atlantide in caso tentassero di distruggerlo. L'offerta viene accettata e Michael si reca in città assieme ad altri suoi compagni per ideare un sistema di diffusione efficace per il virus e testarne gli effetti come gas aerosol. I risultati sono ottimi secondo i Wraith, perciò si passa su una scala più grande, tentando di infettare un'intera nave alveare poco distante ma il piano fallisce perché i Wraith inviati vengono perquisiti e uccisi obbligando la Daedalus a intervenire per coprire la ritirata della nave alveare alleata che subisce comunque danni. McKay chiede ai Wraith alleati gli schemi e i dettagli completi delle loro navi così da poter escogitare un sistema di consegna efficace e offrono assistenza per riparare la loro nave, questi accettano. Studiando gli chemi McKay trova il punto migliore per diffondere il gas: la stazione di ricambio dell'aria. Raggiunto il luogo del test però la Daedalus viene attaccata da due navi alveare inclusa quella "alleata" sulla quale Ronon e McKay vengono presi prigionieri. Purtroppo l'alleanza era solo una scusa per introdurre un virus larva nel database di Atlantide che ha cancellato tutti i dettagli sulla tecnologia Wraith, scaricato il rapporto sulla missione Aurora (Episodio 2x09) e tutti i loro indirizzi stargate noti. L'obiettivo è chiaro: aggiornare gli hyperdrive a intergalattici e arrivare sulla Terra.